# 2 Tessalonicenses 2
2 Tessalonicenses 2 é o segundo capítulo da Segunda Epístola aos Tessalonicenses, de autoria do Apóstolo Paulo (junto com Silas e Timóteo), que faz parte do Novo Testamento da Bíblia.

## Estrutura
1. Advertências contra o desassossego causado por ideias erradas acerca da vinda do Senhor, v. 1,2
2. Anúncio dos acontecimentos que precederão o advento
a) A chegada da apostasia, v. 3
b) A autoexaltação do homem do pecado, v. 3,4
c) O iníquo manifestar-se-á no devido tempo, acompanhado de sinais e prodígios enganadores, v. 5-9
d) O iníquo será destruído na vinda de Cristo, v. 8
e) Os ímpios serão enganados, v. 10-12
3. Convite afetuoso aos crentes que desfrutaram os grandes privilégios do Evangelho a que retenham a boa doutrina, v. 13-15
4. Bênção consoladora, v. 16

## Manuscritos originais
- O texto original é escrito em grego Koiné.
- Alguns dos manuscritos que contém este capítulo ou trechos dele são:
  - Papiro 30
  - Codex Vaticanus
  - Codex Sinaiticus
  - Codex Alexandrinus
  - Codex Freerianus
  - Codex Claromontanus
- Este capítulo é dividido em 17 versículos.